# 地堡
地堡（Bunker）是一種防禦軍事要塞，設計用於保護人員或有價物品免於轟炸或其它攻擊，地堡大部份都是在地面之下。在一戰、二戰與冷戰中廣泛作為武器設施、指揮控制中心與倉庫來使用。地堡也可以抵禦天災如龍捲風等而被用作避難所。

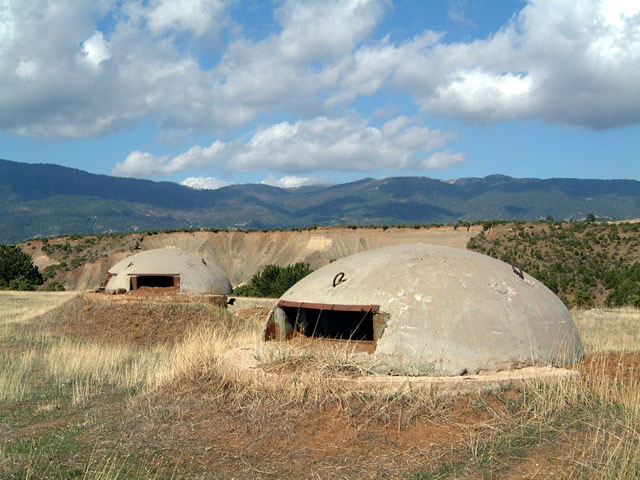
阿爾巴尼亞的地堡